# Nationaal park Göygöl
Het Nationaal park Göygöl (Azerbeidzjaans: Göygöl Milli Parkı) is een nationaal park in Azerbeidzjan, opgericht op 1 april 2008. In feite ging het om hernoeming en uitbreiding van het reeds bestaande staatsnatuurreservaat. Bij de overgang naar de nieuwe status groeide het beschermde gebied van 6.739 tot 12.755 hectare. Het park ligt in het noordoostelijke deel van de Kleine Kaukasus in de districten Göygöl (destijds Khanlar), Dashkasan en Goranboy.  
De doelen van het park zijn de bescherming van endemische en bedreigde planten- en diersoorten, de bescherming van de natuurlijke landschappen en het milieu, het stimuleren van wetenschappelijk onderzoek, het bevorderen van het milieubewustzijn van de bevolking en de ontwikkeling van ecotoerisme in potentieel toeristische gebieden. 

## Geografie
Het park ligt op een hoogte van 1000 tot 3060 meter boven de zeespiegel en omvat alpiene en subalpiene zones met bossen en weiden. Het park is genoemd naar het meer Göygöl, dat de groene bossen en blauwe hemel weerspiegelt. Het gebied heeft een koud klimaat met droge winters; de jaartemperatuur schommelt tussen 4 en 10 graden. De jaarlijkse neerslag is 600-900 mm.

## Geschiedenis
Göygöl is al lange tijd beroemd vanwege zijn fascinerende natuur en schoonheid, vooral de bossen. In 1910-1912 ontstond om deze reden het idee tot de oprichting van een reservaat in dit gebied. Dit leidde ertoe dat in 1925 – als eerste reservaat in Azerbeidzjan – het staatsnatuurreservaat Göygöl werd opgericht. Vervolgens werd het reservaat opgeheven en opnieuw opgericht in 1965. 

## Landschap
De langste rivier in het nationaal park Göygöl is de Aghsuchay - een zijtak van de Kurakchay. Het grootste meer in het gebied, Göygöl, geldt als een van de mooiste meren in Azerbeidzjan. Daarnaast zijn er kleine meertjes, zoals Maralgol, Garagol, Zeligol, Aggol en Shamligol. Het gebied heeft een rijke vegetatie met onder meer berg-, bos- , steppe- en weidevegetaties.

## Flora
De bergbossen gelegen op een hoogte van 1000-2200 m herbergen 80 boom- en struiksoorten. Hier groeien onder meer de Oosterse beuk, Oosterse eik, blanke haagbeuk, berk, es, esdoorn, linde, kornoelje, hondsroos, mispel, braam, paardenbloem en vele soorten grassen.

## Fauna
Het Nationaal park is ook rijk aan dieren, waaronder bruine beer, das, lynx, eekhoorn, haas, egel, kwartel, holenduif, aasgier, oehoe, zwarte specht, Wielewaal en grote lijster. De zeldzame soorten zoals het Kaukasische edelhert en de forel (in het Göygöl meer) worden speciaal beschermd.